# Nabeel Abbas
Nabeel Abbas Lafta (Najaf, 26 marzo 1986) è un calciatore iracheno, difensore del Naft Al-Wasat.

## Carriera

### Club
Comincia a giocare in patria, al Najaf. nel 2008 si trasferisce in Giordania, all'Al-Baqa'a. Nel 2009 torna in patria, all'Arbil. Nel 2010 passa al Najaf. Nel 2014 viene acquistato dal Naft Al-Wasat.

### Nazionale
Ha debuttato in Nazionale il 28 ottobre 2007, in Iraq-Pakistan (0-0). Ha partecipato, con la Nazionale, pur senza mai scendere in campo, alla Coppa d'Asia 2007. Ha collezionato in totale, con la maglia della Nazionale, due presenze.

## Statistiche

### Cronologia presenze e reti in Nazionale
| Cronologia completa delle presenze e delle reti in nazionale ― Iraq | Cronologia completa delle presenze e delle reti in nazionale ― Iraq | Cronologia completa delle presenze e delle reti in nazionale ― Iraq | Cronologia completa delle presenze e delle reti in nazionale ― Iraq | Cronologia completa delle presenze e delle reti in nazionale ― Iraq | Cronologia completa delle presenze e delle reti in nazionale ― Iraq | Cronologia completa delle presenze e delle reti in nazionale ― Iraq | Cronologia completa delle presenze e delle reti in nazionale ― Iraq |
| Data                                                                | Città                                                               | In casa                                                             | Risultato                                                           | Ospiti                                                              | Competizione                                                        | Reti                                                                | Note                                                                |
| ------------------------------------------------------------------- | ------------------------------------------------------------------- | ------------------------------------------------------------------- | ------------------------------------------------------------------- | ------------------------------------------------------------------- | ------------------------------------------------------------------- | ------------------------------------------------------------------- | ------------------------------------------------------------------- |
| 28-10-2007                                                          | Damasco                                                             | Iraq                                                                | 0 – 0                                                               | Pakistan                                                            | Qual. Mondiali 2010                                                 | -                                                                   |                                                                     |
| 24-1-2008                                                           | Dubai                                                               | Giordania                                                           | 1 – 1                                                               | Iraq                                                                | Amichevole                                                          | -                                                                   | 75’                                                                 |
| Totale                                                              |                                                                     | Presenze                                                            | 2                                                                   |                                                                     | Reti                                                                | 0                                                                   |                                                                     |

## Palmarès

### Nazionale
- Coppa d'Asia: 1

2007